# XG
XG (акроним от Xtraordinary Girls; читается как Экстраординари Гёрлс) — японская гёрл-группа, сформированная в 2022 году проектом Xgalx (саблейбл Avex). Состоит из семи участниц: Чиса, Хината, Джурин, Харви, Джурия, Майя и Кокона. Группа дебютировала 18 марта 2022 года с синглом «Tippy Toes».

## Название
Название группы XG является акронимом от слова «Xtraordinary (Extraordinary) Girls» и обозначает «Необыкновенные девушки». Девушки выступают в хип-хоп/R&B стиле и стремятся расширить возможности молодого поколения[уточнить] со всего мира с помощью выступлений и своей освежающей креативной музыки.

## Карьера

### 2022—2023: Дебют с «Tippy Toes», релизы синглов иNew Dna
Аккаунты XG в социальных сетях были открыты 25 января 2022 года. Тем же днём на этих аккаунтах были опубликованы короткие видео под названием «Xgalx – The Beginning». На видео было показано, как несколько девушек тренируются для проекта Xgalx. За этим последовало видео с танцевальным представлением, снятое режиссёром Чхве Хе Чжин из корейского телешоу Street Woman Fighter. В течение следующих нескольких недель группа выпустила серию тизеров, включая рэп-видео, в котором Джурин и Харви исполняют кавер-версию песни Роберта Стоуна «Chill Bill», и вокальный клип на кавер-версию песни Джастина Бибера «Peaches» в исполнении Джурии и Чисы. 2 февраля XG опубликовали видео с сольными танцевальными выступлениями, где каждая участница танцует в своем стиле.
18 марта XG дебютировали с выпуском своего полностью англоязычного цифрового сингла «Tippy Toes». 29 июня они выпустили свой второй полностью англоязычный сингл под названием «Mascara», который впервые представили на южнокорейском шоу M Countdown телеканала Mnet.
17 ноября XG выпустили рэп-клип под названием Galz Xypher. Видео, выпущенное фанатом XG, стало вирусным в TikTok, набрав 14 миллионов просмотров.
25 января 2023 года XG выпустили свой третий полностью англоязычный сингл «Shooting Star» вместе с музыкальным видео и би-сайдом «Left Right».
6 марта XG с песней «Left Right» вошли в рейтинг Mediabase US Radio Top 40, став первым японским артистом  и первой японской группой, сделавшей это.
30 июня XG выпустили сингл «GRL  GVNG» совместно с музыкальным видео в качестве предрелизного сингла, предшествующего их предстоящему дебютному альбому.
24 июля группа объявила, что их первый мини-альбом New DNA выйдет 27 сентября. 4 августа XG выпустили свой второй цифровой сингл «TGIF» в качестве второго предварительного сингла для своего первого мини-альбома. 23 августа XG выпустили свой третий цифровой сингл «New Dance» в качестве третьего предварительного сингла для альбома.

## Участницы
| Основной сценический псевдоним | Основной сценический псевдоним | Настоящее имя | Настоящее имя  | Дата рождения | Роль в группе                     |
| Кириллицей                     | Латиницей                      | Кириллицей    | Кандзи         | Дата рождения | Роль в группе                     |
| ------------------------------ | ------------------------------ | ------------- | -------------- | ------------- | --------------------------------- |
| Чиса                           | Chisa                          | Кондо Чиса    | 近藤千彩       | 17.01.2002    | Главная вокалистка                |
| Хината                         | Hinata                         | Сохара Хината | 宗原ひなた     | 11.06.2002    | Саб-вокалистка, танцор            |
| Дзюрин                         | Jurin                          | Асая Джурин   | 浅谷珠琳       | 19.06.2002    | Лидер, ведущий рэпер              |
| Харви                          | Harvey                         | Харви Эми     | ハーヴィー瑛美 | 18.12.2002    | Главный рэпер                     |
| Джурия                         | Juria                          | Джурия Уэда   | 上田純利亜     | 28.11.2004    | Главная вокалистка                |
| Майя                           | Maya                           | Кавачи Майя   | 河地まや       | 10.08.2005    | Ведущий рэпер, ведущая вокалистка |
| Кокона                         | Cocona                         | Акияма Кокона | 秋山心響       | 06.12.2005    | Главная рэпер, макнэ              |

## Дискография

### Мини-альбомы
- New DNA (2023)
- Awe (2024)

## Награды и номинации
| Номинатор                    | Год  | Номинация         | Получатель | Результат | Прим.  |
| ---------------------------- | ---- | ----------------- | ---------- | --------- | ------ |
| MTV Video Music Awards Japan | 2022 | Восходящая звезда | XG         | Победа    | [ 15 ] |
| Prêmio Annual K4US           | 2022 | Дебют года        | XG         | Победа    | [ 16 ] |